# Префектура экономических дел Святого Престола
Префектура экономических дел Святого Престола — бывшая дикастерия Римской курии, которая управляла финансовыми вкладами и бюджетом Ватикана и Римско-католической церкви, учреждена 15 августа 1957 года.
В 1967 году папа римский Павел VI объединил Специальную Администрацию Святого Престола и Администрацию имущества Святого Престола в одно ведомство — Администрацию церковного имущества Святого Престола, при контроле Префектуры экономических дел Святого Престола.
Ватиканский Банк — единственное папское финансовое учреждение, не находящееся под наблюдением Префектуры.
Папа Франциск 19 декабря 2016 года рескриптом ex Audientia SS.mi упразднил Префектура экономических дел Святого Престола, который вступил в силу 30 декабря этого же года.

## Главы дикастерии
- кардинал Анджело Делл’Акква (23 сентября 1967 — 13 января 1968);
- кардинал Эджидио Ваньоцци (13 января 1968 — 26 декабря 1980);
- кардинал  Джузеппе Каприо (30 января 1981 — 22 января 1990);
- кардинал Эдмунд Шока (28 апреля 1990 — 15 октября 1997);
- кардинал Серджо Себастиани (3 ноября 1997 — 12 апреля 2008).
- кардинал Велазио Де Паолис (12 апреля 2008 — 21 сентября 2011);
- кардинал Джузеппе Версальди (21 сентября 2011 — 31 марта 2015).